# Alaminós
Alaminós är en ort i Cypern.   Den ligger i distriktet Eparchía Lárnakas, i den sydöstra delen av landet, 40 km söder om huvudstaden Nicosia. Alaminós ligger 54 meter över havet och antalet invånare är 292. Den ligger på ön Cypern.
Terrängen runt Alaminós är platt åt sydost, men åt nordväst är den kuperad. Havet är nära Alaminós åt sydost.  Närmaste större samhälle är Dhromolaxia, 15,9 km nordost om Alaminós. Trakten runt Alaminós består till största delen av jordbruksmark.
Medelhavsklimat råder i trakten. Årsmedeltemperaturen i trakten är 22 °C. Den varmaste månaden är augusti, då medeltemperaturen är 31 °C, och den kallaste är februari, med 10 °C. Genomsnittlig årsnederbörd är 510 millimeter. Den regnigaste månaden är december, med i genomsnitt 112 mm nederbörd, och den torraste är augusti, med 1 mm nederbörd.